# 黒柳明
黒柳 明（くろやなぎ あきら、1931年〈昭和6年〉6月19日 - ）は、日本の政治家。
参議院議員（5期）、公明党参議院議員団長、公明党副委員長、新進党参議院議員代表、公明党常任顧問などを歴任した。

## 経歴
東京都出身。東京都立新宿高等学校を経て、早稲田大学英文科卒業。聖教新聞編集局長や潮出版社の編集主幹を歴任する。
1965年（昭和40年）の第7回参議院議員通常選挙に全国区から公明党公認で立候補し、初当選（連続5期当選）。
1971年（昭和46年）の第9回参議院議員通常選挙からは東京地方区で立候補し、当選を重ねる。
1992年（平成4年）、公明党副委員長に就任。1994年（平成6年）12月10日、新進党の結成に参加し、新進党参議院議員代表に就任。
1995年（平成7年）、第17回参議院議員通常選挙には立候補せず、第41回衆議院議員総選挙に立候補することを表明する。1996年（平成8年）7月18日、第41回衆議院議員総選挙に東京15区から新進党公認で立候補するも落選する。
1996年（平成8年）10月20日、政界を引退。参与として創価学会に復帰。機関誌『大白蓮華』に掲載される回顧記事で度々名前が見られる。
2010年（平成22年）1月24日、公明党中央幹事会顧問に就任。2013年（平成25年）の第23回参議院議員通常選挙に公明党から比例区で立候補した平木大作の「励ます会」では代表を務めるなど、政界引退後も公明党議員・議員経験者との繋がりを保つ。

## 人物
- だみ声（濁声）が特徴である。
- 1968年3月1日の参議院決算委員会では綱紀粛正問題を取り上げ、出張旅費を受け取りながら接待ゴルフに参加している官僚、公社、財界関係者らの実態を明らかにした[3]。
- 日本テレビ系列のクイズ番組『ビートたけしのお笑いウルトラクイズ』に、第12回・第13回・第14回・第19回と度々出演した。1994年1月1日放送分では登場シーンで全力疾走を披露し、司会のビートたけしから、黒柳が所属する公明党とその支持母体である創価学会との関係を揶揄する意味で「さすが足腰が鍛えられてますね。聖教新聞配って50年、見事な脚です」と言われた（聖教新聞の創刊は1951年〈昭和26年〉4月20日であり、実際には創刊から50年を経過していない。また、黒柳は聖教新聞の編集局長であったものの、本人に新聞を配達した経験があるかは不明である。なお、公明党所属議員は政教分離の観点から聖教新聞の配達には参加していない）。第12回「政党対抗! 政治家クイズ王日本一決定戦」では公明党代表として上島竜兵とコンビを組み、黒柳がボケ回答を連発したため上島が罰ゲームとして三角木馬にかけられた。1990年代は国会議員が広報活動としてバラエティ番組に出演するのは珍しくなかったが、純粋なお笑い番組に芸人たちと並んで何度も出演した例は他に類を見ない。
- 日本共産党元参議院議員の上田耕一郎とは、参議院議員通常選挙において同一選挙区となる東京地方区から立候補して、テレビ番組などでしばしば討論となった。

## 選挙歴
| 当落 | 選挙                     | 執行日         | 年齢 | 選挙区       | 政党   | 得票数     | 得票率 | 定数 | 得票順位 /候補者数 | 政党内比例順位 /政党当選者数 |
| ---- | ------------------------ | -------------- | ---- | ------------ | ------ | ---------- | ------ | ---- | ------------------ | ---------------------------- |
| 当   | 第7回参議院議員通常選挙  | 1965年07月04日 | 34   | 全国区       | 公明党 | 48万5903票 |        | 50   | 40/99              | /                            |
| 当   | 第9回参議院議員通常選挙  | 1971年06月27日 | 40   | 東京都地方区 | 公明党 | 77万3405票 | 17.51% | 4    | 2/16               | /                            |
| 当   | 第11回参議院議員通常選挙 | 1977年07月10日 | 46   | 東京都地方区 | 公明党 | 84万1159票 | 16.79% | 4    | 2/18               | /                            |
| 当   | 第13回参議院議員通常選挙 | 1983年06月26日 | 52   | 東京都地方区 | 公明党 | 81万7387票 | 19.10% | 4    | 3/34               | /                            |
| 当   | 第15回参議院議員通常選挙 | 1989年07月23日 | 58   | 東京都地方区 | 公明党 | 77万6878票 | 15.15% | 4    | 4/43               | /                            |
| 落   | 第41回衆議院議員総選挙   | 1996年10月20日 | 65   | 東京都第15区 | 新進党 | 4万6969票  | 27.73% | 1    | 2/5                | /                            |

## 役職歴

### 旧公明党（ - 1994年）
- 国際局長
- 参議院議員団長
- 中央執行委員会副委員長

### 新進党
- 参議院議員代表

### 公明党（1998年 - ）
- 中央幹事会顧問

### 創価学会
- 総務
- 参与

### 潮出版社
- 主幹